# Coupe d'argent de Michel Bréal

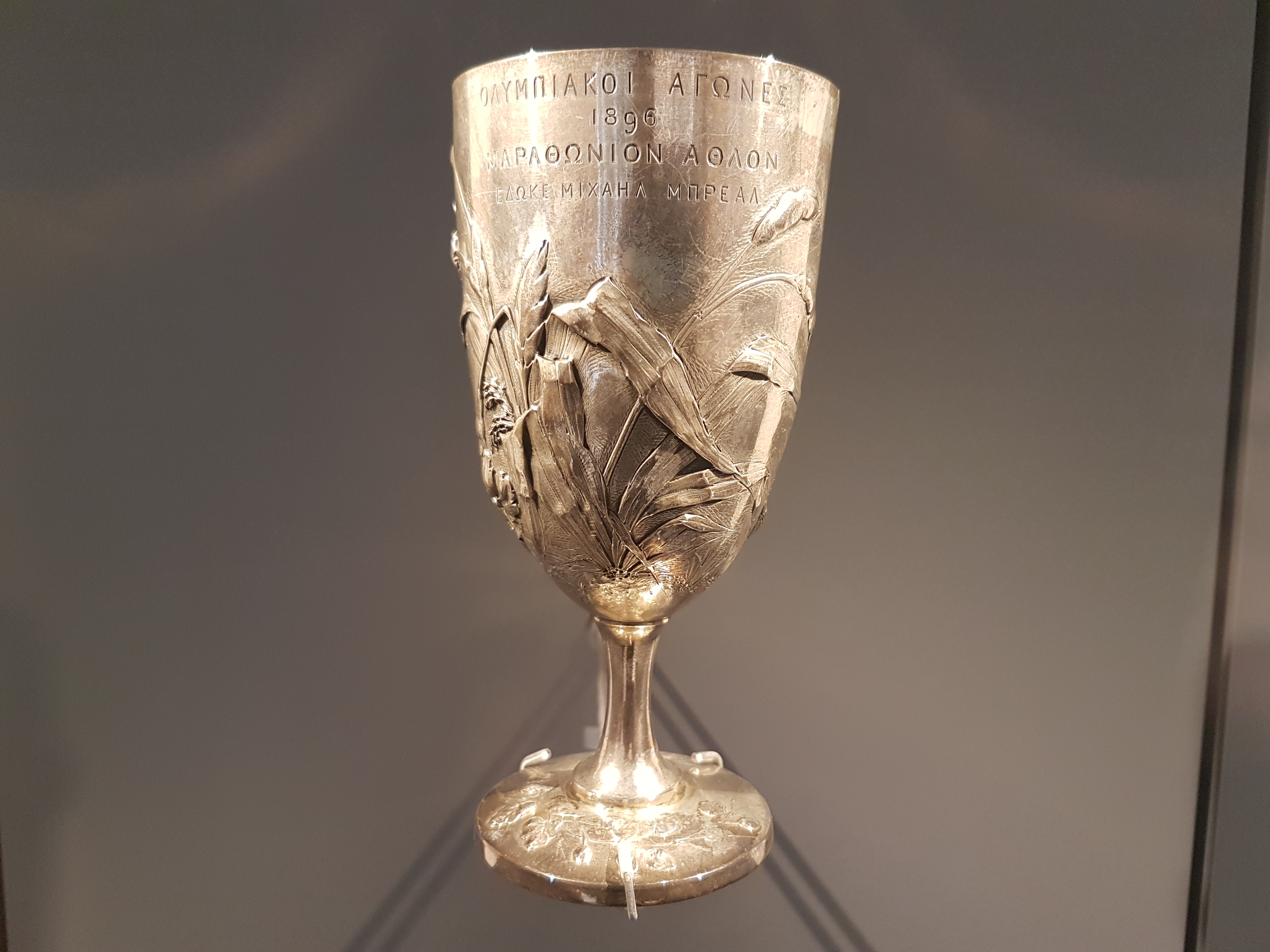
La coupe d'argent de Michel Bréal.

La coupe d'argent de Michel Bréal est le trophée décerné à Spyridon Louis, vainqueur du marathon des premiers Jeux olympiques modernes organisés à Athènes, en 1896. La coupe est conçue par le Français Michel Bréal, qui est celui qui a eu l'idée originale d'inclure une course de marathon aux Jeux olympiques.
La coupe est en argent pur. Sur la partie supérieure de la Coupe, on trouve l'inscription "JEUX OLYMPIQUES 1896, TROPHÉE DU MARATHON DONNÉ PAR MICHEL BREAL",. La surface restante de la coupe possède une décoration en relief représentant des oiseaux et des plantes aquatiques, qui étaient connus pour exister dans les terres marécageuses de Marathon dans les temps anciens. 
Michel Bréal souhaite donner à la coupe une signification symbolique et relier les Jeux olympiques antiques aux modernes. Aujourd'hui, la coupe appartient à la Stavros Niarchos Foundation, qui l'a acquise lors d'une vente aux enchères organisée le 18 avril 2012 par Christie's à Londres,,. Une délégation de la municipalité de Maroússi, la ville natale de Spyridon Louis, participe à la vente aux enchères. La coupe est vendue par le petit-fils du marathonien, qui porte le même nom.